# Fuera de campo (cine)
Fuera de campo, fuera de cámara o espacio off (en inglés: offscreen, off camera u offstage) es todo aquello que queda fuera del encuadre del plano, pero el espectador puede intuir por el sonido o por otros recursos fílmicos, pues forma parte de la diégesis de la obra audiovisual. Por ello, la existencia de un encuadre que limita la imagen es lo que determina la aparición del fuera de campo.
Este fuera de campo se extiende más allá de los bordes del marco. Debe distinguirse del "fuera del cuadro". Así, el fuera de campo se da en los límites del marco, que coinciden con los bordes físicos de la imagen, mientras que el "fuera del cuadro" está relacionado con la representación dentro del plano, con lo que no es visible en la imagen, aun estando dentro del marco.

## Activación del fuera de campo
En la obra audiovisual se encuentran elementos que pueden ser capaces de activar por sí mismos un fuera de campo. Entre ellos, se pueden citar el sonido, la actuación, el montaje y la composición.
- Existe una relación fundamental entre el sonido y el fuera de campo. Gracias al sonido se puede interpretar qué ocurre en el fuera de campo, tanto si es intradiegético (narrador interno o protagonista) o extradiegético (narrador desde una posición exterior).[6] El compositor Michael Chion (1998) hace su propia tipología dividiéndolos en sonidos en pantalla y sonidos fuera de campo, entre otros. Además distingue entre fuera de campo activo y pasivo, siendo el activo un sonido “de acción o a la voz y llama la atención del espectador que quiere ver la fuente del sonido” como podría ser un disparo, y el pasivo, un “sonido ambiente que no crea una expectativa en el espectador”.[7][8]
- La interpretación -o actuación- puede jugar un papel en la construcción del fuera de campo. Así, la mirada de los personajes dentro del plano es fundamental pues pueden generar la denominada “mirada off” o "mirada fuera de campo”. Además de la mirada, también los actores pueden con sus gestos y sus conversaciones sugerir el fuera de campo, dándole importancia a personajes, objetos o situaciones que no están incluidos en el encuadre del plano.[9]
- El montaje es el tercer elemento que permite construir el fuera de campo. Sergie Eisenstein planteó la creación de historias a través de un montaje de atracciones donde a través de este, el cineasta juega con la asociación de imágenes para conducir psicológicamente al espectador.[10]
- El cuarto sería la composición, la disposición de los elementos en plano que son capaces de ocultar tras ellos elementos importantes para la diégesis de la obra.[11]

## Espacios del fuera de campo
Nöel Burch plantea la existencia de seis segmentos o tipologías que delimitan el fuera de campo en el cine. 
- Los primeros cuatro segmentos hacen referencia a los cuatro lados habituales de la pantalla cinematográfica: arriba, abajo, izquierda y derecha.[1] Para André Bazin, estos límites no deben ser entendidos como el marco pictórico tradicional, sino como una “mirilla” que muestra un pedazo de la realidad.[12]

- El quinto segmento sería el espacio que existe detrás de la cámara. Aunque para acceder a este espacio fuera de campo el personaje salga por alguno de los extremos de plano, resulta evidente la existencia de un espacio detrás de plano que trasciende a los cuatro segmentos anteriores.

- El sexto segmento es aquello que se encuentra oculto por el decorado. En última instancia, este límite engloba aquello que ocurre más allá del horizonte de la cámara.[13]

Estos segmentos están referidos estrictamente a las condiciones físicas de la imagen. Sin entrar en el fuera de campo imaginario, también contemplado por Burch, existen dos técnicas para la revelación del espacio fuera de campo:
- El encuadre móvil, que se consigue a través del zoom, del travelling o de cualquier otro movimiento de cámara o efecto óptico que permita la revelación del espacio.[14]

- El montaje, que, a través de mostrar previa o posteriormente un espacio, revela qué hay en el fuera de campo. Aun así, del mismo modo que se muestra, también se activa un nuevo fuera de campo con el corte, el contracampo.[13] Es habitual esta técnica en una secuencia construida a través del plano contraplano: se revela aquello que alguien mira a la vez que se activa el contracampo, pues se nos oculta el rostro que miraba.[8]